# Quartado
Quartado – polski zespół jazz-rockowy założony jesienią 2012 roku w Trójmieście.

## Historia
Grupa powstałaz inicjatywy pianisty i kompozytora – Jana Rejnowicza. Wykonuje muzykę z pogranicza jazzu, fusion, latin. W 2014 nagrał płytę Quartado, która zyskała wiele przychylnych recenzji i była wielokrotnie emitowana w Programie Trzecim Polskiego Radia. W czerwcu 2019 ukazała się druga płyta zespołu pt. Quartado 2.
Quartado wystąpił na takich festiwalach jak: Jazz nad Odrą, Bielska Zadymka Jazzowa, Sopot Molo Jazz Festival. W 2015 miał miejsce koncert w Studiu im. Agnieszki Osieckiej transmitowany na antenie radiowej „Trójki”.

## Skład
- Jan Rejnowicz Jr. – instrumenty klawiszowe
- Marcin Wądołowski – gitara
- Karol Kozłowski – gitara basowa, kontrabas
- Tomasz Łosowski – perkusja

## Dyskografia
- Quartado (2014)[2][3]
- Quartado 2 (2019)